# Frédérique Chauvet
Frédérique Chauvet (Frankrijk, jaartal onbekend) is een Franse dwarsfluitist en dirigent, woonachtig en werkzaam in Nederland.

## Loopbaan

### Studie
Frédérique Chauvet studeerde dwarsfluit aan het Conservatoire à rayonnement régional (Regionaal Conservatorium) van Versailles. Na deze studie specialiseerde zij zich in de uitvoeringspraktijk van barokmuziek. Zij studeerde musicologieaan de Universiteit van Amsterdam, Historische Fluiten bij Bart Kuijken en Wilbert Hazelzet aan het Koninklijk Conservatorium te Den Haag, koor- en orkestdirectie aan het Sweelinck Conservatorium te Amsterdam en bij Pierre Cao in Parijs. Ze volgde tevens masterclasses bij Jorma Panula.

### Dwarsfluitist
Als fluitiste gaf Chauvet concerten in Europa en de VS met kamermuziek-ensembles en barokorkesten, onder andere met de Taverner Players o.l.v. Andrew Parrott, Die Rheinische Kantorei van Hermann Max en de Deutsche Händel Solisten. Met haar trio Il Galante was ze prijswinnaar van het Van Wassenaer Concours voor Oude Muziek.

### Dirigent en artistiek leider
In 2000 richtte Chauvet het instrumentaal ensemble BarokOpera Amsterdam op, waarvan ze zowel fluitist, dirigent als artistiek leider is. Dit ensemble speelt niet op moderne, maar op replica's van barokke instrumenten.
Met regisseur David Prins realiseerde ze de "Purcell on Stage"-cyclus, bestaande uit Henry Purcell's opera's The Fairy Queen, King Arthur en The Tempest. In het Purcelljaar 2009 volgde de productie "Purcell Gala: Koning, Kerk en Kroeg", een theatervoorstelling rondom verschillende composities (zowel anthems als kroegliederen) van Purcell, verbonden door theatrale teksten. Vervolgens bracht ze met regisseur Sybrand van der Werf het Purcell Gala II met muziek rondom het leven van koning Willem III van Engeland en koningin Mary Stuart, de opera Dido & Aeneas en de Händel Revue, waarin de componist Georg Friedrich Händel centraal staat, als muzikaal reisleider langs de grote politieke en muzikale evenementen van de achttiende eeuw.
Chauvet dirigeerde een reeks voorstellingen van de opera King Arthur in het Théâtre de l’Athénée in Parijs, de Opera van Reims en in De Bijloke te Gent, evenals een Purcell-serie in het Amsterdams Concertgebouw. Daarnaast voerde ze in seizoen 2015/16 in Frankrijk en Nederland een bijzondere versie van Don Giovanni uit met regisseur Nynke van den Bergh. In seizoen 2016/17 dirigeerde ze het Orchestre de Chambre Fribourgeois en leidde zij 26 voorstellingen van Händels Acis & Galatea in een coproductie met Opéra-Louise (Zwitserland). De recensent van de Theaterkrant schreef hierover: "BarokOpera Amsterdam bewijst met Acis & Galatea andermaal met beperkte middelen fraaie producties te kunnen maken ". Ook voerde ze tien Purcell-voorstellingen uit in Théâtre de l’Athénée in Parijs.
In seizoen 2019/2020 voerde ze met BarokOpera Amsterdam een pastiche op van drie opéras-comiques van Donizetti, Lortzing en Grétry onder de titel De Ontmaskering van Peter de Grote. Eind 2019 hernam ze Händels opera Acis en Galatea in de Opéra de Massy (Frankrijk). Hierna volgden (ter gelegenheid van het 20-jarig jubileum van het ensemble) voorstellingen van de productie Queen Mary (rond muziek die Purcell voor Mary Stuart II schreef) en de productie Reis naar de Maan op muziek van Offenbach.
In seizoen 2021/2022 brengt ze met BarokOpera Amsterdam de voorstellingen Queen Mary alsmede De Vuurtorenwachter, een multidisciplinaire voorstelling waarin aria's en duetten voor sopraan en bas/bariton van Monteverdi, Purcell en Händel gecombineerd worden met Keltische muziek, choreografieën en gebarentaal. In deze voorstelling gaan "fysieke expressie, zang, dans en barokmuziek indringend samen", aldus de recensent van De Theaterkrant. De voorstelling ontstond naar aanleiding van de eerste lockdown in Nederland in 2020 tijdens de coronapandemie.

## Discografie
- King Arthur, Henry Purcell door Wendy Roobol, Derek Lee Ragin, Mattijs Hoogendijk, Pieter Hendriks en BarokOpera Amsterdam o.l.v. Frédérique Chauvet, label Ligia Digital LIDI 0202264-13